# Saiefeddine Ayari
Pour les articles homonymes, voir Ayari.
Saiefeddine Ayari, né le 10 novembre 1999, est un boxeur tunisien.

## Carrière
Saiefeddine Ayari remporte la médaille d'argent dans la catégorie des moins de 60 kg aux Jeux panarabes de 2023 à Alger, puis la médaille de bronze dans la même catégorie aux championnats d'Afrique amateur 2023 à Yaoundé.